# Maria Danilova
Maria Danilova, född 1793, död 1810, var en rysk ballerina.  
Nedslagskratern Danilova på planeten Venus har fått sitt namn efter henne.